# Hedwigenkoog
Hedwigenkoog er en by og kommune i det nordlige Tyskland, beliggende i Amt Büsum-Wesselburen under Kreis Dithmarschen. Kreis Dithmarschen ligger i den sydvestlige del af delstaten Slesvig-Holsten.

## Geografi
Kogen blev inddiget i 1696 og ligger direkte ud til Nordsøen. Det var oprindeligt beregnet til at beskytte de tidligere landforbindelser mellem Wesselburen og Büsum.

### Nabokommuner
Nabokommuner er (med uret fra nord) Hellschen-Heringsand-Unterschaar, Reinsbüttel, Oesterdeichstrich og Westerdeichstrich.